# Crypsithyris immolata
Crypsithyris immolata är en fjärilsart som beskrevs av Edward Meyrick 1931. Crypsithyris immolata ingår i släktet Crypsithyris och familjen äkta malar. Inga underarter finns listade i Catalogue of Life.